# Katsina United FC
El Katsina United Football Club es un equipo de fútbol de Nigeria que milita en la Liga Nacional de Nigeria, la segunda liga de fútbol más importante del país.

## Historia
Fue fundado en el año 1994 en la ciudad de Katsina con el nombre Katsina United. Lograron el ascenso a la Liga Premier de Nigeria por primera vez en la temporada 1997, en la cual quedaron en el 12.º lugar. Permaneció ahí hasta la temporada 2001, cuando descendió a la Liga Nacional de Nigeria y el equipo desapareció. Nunca ha ganado el título de la máxima categoría y ha sido finalista del torneo de copa en 3 ocasiones, perdiendo todas.
A nivel internacional ha participado en 2 torneos continentales, donde su mejor participación ha sido en la Recopa Africana 1996, en la que fue eliminado en los cuartos de final por el AC Sodigraf de Zaire.
El gobierno del Estado de Katsina ordenó en abril de 2008 resucitar al club, siendo restablecido al año siguiente bajo el nombre Spotlight FC y jugando en la Liga Nacional de Nigeria.
En febrero de 2016 el equipo recuperó su nombre original Katsina United, en octubre del mismo año el equipo logró regresar a la Liga Premier.

## Palmarés
- Copa de Nigeria: 0
  - Finalista: 3

1995, 1996, 1997

## Participación en competiciones de la CAF
| Temporada | Torneo          | Ronda            | Club            | Casa | Visita | Global      |
| --------- | --------------- | ---------------- | --------------- | ---- | ------ | ----------- |
| 1996      | Recopa Africana | 1                | Étoile du Congo | 2-1  | 2-3    | 4-4 (a)     |
| 1996      | Recopa Africana | 2                | Mbilinga FC     | 3-0  | 0-3    | 3-3 (3-2 p) |
| 1996      | Recopa Africana | Cuartos de final | AC Sodigraf     | 0-0  | 0-2    | 0-2         |
| 2001      | Copa CAF        | 2                | Ajax Cape Town  | 2-2  | w.o.1  | 2-2         |

1- Katsina United abandonó el torneo.

## Jugadores

### Jugadores destacados (Katsina United)
| - Joetex Asamoah Frimpong - Ibrahim Babangida - Justice Christopher - Eric Ejiofor - Abdullahi Lawal | - Niyi Ogunlana - Abel Omoniyi Raymond - Dahiru Sadi - Aminu Sani - Daniel Stephens |